# Furacão Nicholas
O furacão Nicholas foi um ciclone tropical que em 2021 atingiu a costa estadounidense do Texas. Foi a décima-quarta tempestade nomeada, e o sexto furacão da temporada de furacões no oceano Atlântico de 2021. Originou-se de uma onda tropical monitorada pela primeira vez em 9 de setembro, pelo Centro Nacional de Furacões (NHC), movendo-se através do Mar do Caribe Ocidental. O sistema tornou-se uma tempestade tropical em 12 de setembro. Nicolau gradualmente intensificou-se inicialmente, devido aos efeitos adversos do cisalhamento forte do vento. No entanto, no final de 13 de setembro, Nicholas começou a se intensificar a uma velocidade mais rápida, e às 03:00 UTC de 14 de setembro, Nicholas intensificou-se para um furacão de categoria 1, com ventos máximos sustentados de 121 km/h (75 mph) e uma pressão central mínima de 988 mbar (29.2 inHg). Às 5:30 UTC do mesmo dia, Nicholas chegou a terra (landfall) no Texas perto do pico de intensidade.
A tempestade trouxe chuvas fortes e marés de tempestade para partes do Texas e Luisiana. Algumas das áreas afetadas ainda estavam se recuperando dos efeitos do furacão Ida, que atingiu a Costa do Golfo dos Estados Unidos algumas semanas antes.

## História da tormenta
Às 06:00 UTC de 9 de setembro, o Centro Nacional de Furacões (NHC) começou a monitorar a porção norte de uma onda tropical sobre o oeste do Mar do Caribe para um potencial desenvolvimento, à medida que se movia pelo norte da América Central e pela Península de Iucatã em direção à Baía de Campeche. No dia seguinte, a onda estava interagindo com uma depressão superficial no sul do Golfo do México, produzindo chuvas e tempestades generalizadas, mas desorganizadas, em toda a região. Os aguaceiros e tempestades associados a este sistema aumentaram e ficaram mais bem organizados em 12 de setembro, e seus ventos mais sustentados atingiram 64 km/h (40 mph) (força de tempestade tropical), conforme confirmado por um voo de caça-furacões da Força Aérea naquela manhã. Como resultado, os avisos foram iniciados às 15:00 UTC sobre a Tempestade Tropical Nicholas.
Após a formação, a tempestade revelou-se pouco organizada, pois faltava características de bandas convectivas. O olho também não estava bem definido. Após imagens de satélite de radar e aeronaves, descobriu-se que o centro havia se reformado a 150 mn mais ao norte do que o esperado e a tempestade havia ganhado velocidade. A tempestade entrou na parte sul de uma grande área de convecção profunda, pois os sinais da formação de uma estrutura de parede do olho estavam começando a se tornar proeminentes. A estrutura da parede do olho então se dissipou e um novo centro começou a se reformar norte-nordeste do anterior. Às 03:00 UTC de 14 de setembro, a tempestade se transformou num furacão de categoria 1. Às 03:00 UTC de 14 de setembro, a tempestade tornou-se um furacão de categoria 1. Pouco depois, às 05:30 UTC, Nicholas chegou a terra e fez landfall a cerca de 15 km a oeste-sudoeste de Sargent Beach, com ventos máximos sustentados de 121 km/h (75 mph). Em seguida, rapidamente enfraqueceu-se para o interior para a força da tempestade tropical, quando se moveu para perto da Baía de Galveston.

## Preparativos

A onda tropical que se tornaria Nicholas pouco antes da formação em 12 de setembro

Quando a tempestade tropical Nicholas se formou, avisos de tempestade tropical foram enviados ao longo da costa de Barra El Mezquital e ao norte de Port Aransas, Texas . Além disso, relógios de tempestade tropical foram chamados de Port Aransas para High Island, Texas . Os totais estimados de precipitação eram de 8 a 16 polegadas, com alguns lugares recebendo potencialmente 15 polegadas. A costa da Louisiana, que foi atingida pelo furacão Ida apenas algumas semanas antes, foi estimada em 5 a 10 polegadas. O governador da Louisiana, John Bel Edwards, declarou estado de emergência e observou que as áreas afetadas pelo furacão Ida possivelmente sentiriam os efeitos da tempestade tropical. As escolas no sul do Texas foram suspensas em 13 de setembro.

## Estragos

### Texas
A tempestade deixou pelo menos 503 mil pessoas sem energia no Texas, principalmente em Houston. Estima-se que 33% de  Moradores de Galveston estavam sem energia. Partes do distrito histórico de Strand ficaram debaixo d'água.  O Oleoduto colonial fechou dois oleodutos de Houston para Carolina do Norte devido a cortes de energia.  Este desligamento ocorreu apenas duas semanas depois que os mesmos dutos foram desligados devido ao furacão Ida. 
O total de chuvas atingiu 14 polegadas perto de Galveston e Houston atingiu mais de 6 polegadas.  Um posto de gasolina teve seu telhado explodido em Matagorda. Várias rodovias foram fechadas devido a enchentes e destroços, incluindo uma seção da rodovia interestadual 10 no Texas (I-10) e a rodovia estadual do Texas 225.  Nenhum ferimento ou morte foi relatado devido à tempestade no Texas.

### Louisiana
A tempestade deixou pelo menos 120 mil pessoas sem energia na Louisiana. Cerca de 87.000 residentes ainda estavam sem energia devido ao furacão Ida quando Nicholas atingiu o continente. No início da manhã, chuvas fortes tinham alcançado Nova Orleans e avisos de inundação foram emitidos por lá. 